# Sœurs de la Croix de Chavanod
Les Sœurs de la Croix de Chavanod forment une congrégation religieuse féminine missionnaire de droit pontifical.

## Historique
La congrégation est fondée en 1838 à Chavanod en Haute-Savoie par Claudine Echernier et l'abbé Pierre-Marie Mermier, fondateur des Missionnaires de Saint François de  Sales. Les religieuses, qui se vouent à l'enseignement et à l'instruction chrétienne des fillettes des classes populaires, essaiment rapidement en Savoie, en Suisse et en France. La congrégation compte plus de trois cents religieuses à la mort de la fondatrice en 1869. Elle s'ouvre à l'apostolat missionnaire en fondant un premier établissement aux Indes en 1886. À cause de la politique anti-cléricale de la IIIe République, elles sont expulsées de France au début du XXe siècle, et installent définitivement leur maison-mère en Suisse. Elles retournent toutefois à Chavanod en 1920.
L'institut est reconnu de droit diocésain le 4 novembre 1841 par Mgr Rey, évêque d'Annecy, puis reçoit le décret de louange le 30 novembre 1932. Ses constitutions sont définitivement approuvées par Pie XII en 1941.

## Activité et diffusion
Les religieuses abandonnent leurs écoles dans les années 1960 pour se consacrer à l'enseignement du catéchisme et à la coopération missionnaire. 
Elles sont présentes en:
- Europe : France, Suisse.
- Amérique : États-Unis, Colombie, Équateur, Pérou.
- Afrique : Cameroun, République démocratique du Congo, Kenya, Ouganda, Tanzanie.
- Asie : Inde, Népal, Sri Lanka, Israël.

Leur maison généralice est à Genève en Suisse.
En 2017, la congrégation comptaient 1470 sœurs réparties dans 206 maisons.